# 格里蒂巴卡区
格里蒂巴卡区是冰岛东北区的市镇。市镇面积为432平方公里，人口数量为379人（2023年）。

## 地理
格里蒂巴卡区位于埃亚峡湾东岸，阿克雷里北边，与達爾維克隔湾相望，距离胡萨维克也不远。
格里蒂巴卡区在传统上属于南辛盖亚县，而不是埃亚峡湾县。在2005年10月8日举行是否和埃亚峡湾县所有的市镇合并的投票中，该市镇的居民绝大多数反对合并，256张投票中只有两张同意合并。